# Citrus Hills
Citrus Hills é uma Região censo-designada localizada no estado americano de Flórida, no Condado de Citrus.

## Demografia
Segundo o censo americano de 2000, a sua população era de 4029 habitantes.

## Geografia
De acordo com o United States Census Bureau tem uma área de
25,4 km², dos quais 25,4 km² cobertos por terra e 0,0 km² cobertos por água.

## Localidades na vizinhança
O diagrama seguinte representa as localidades num raio de 8 km ao redor de Citrus Hills.